# Мангостан
Мангостан, или мангустин (лат. Garcínia mangostána), также мангостин, гарциния, мангкут — дерево; вид рода Гарциния семейства Клузиевые.

## Ботаническое описание
Мангостан — вечнозелёное дерево высотой до 25 м с пирамидальной кроной и чёрно-бурой корой.
Листья овально-продолговатые, тёмно-зелёные сверху и жёлто-зелёные снизу, 9—25 см длиной и 4,5—10 см шириной. Молодые листья — розовые.
Цветки с мясистыми зелёными с красными пятнами лепестками.
Плод круглый, диаметром 3,4—7,5 см, сверху покрыт толстой (до 1 см) бордово-фиолетовой несъедобной, содержащей клейкий красящий латекс кожурой, под которой находится четыре—восемь сегментов белой съедобной мякоти с плотно прилегающими к ней семенами. Растение плодоносит поздно — первые плоды на деревьях появляются на 9—20-й год жизни.

## Распространение
Родина мангостана — Юго-Восточная Азия. Широко культивируется в Таиланде, Мьянме, Вьетнаме, Камбодже, Малайзии, Индии, на Шри-Ланке, Филиппинах, Антильских островах, в Центральной Америке, Колумбии, тропической Африке (Занзибар, Либерия, Гана и Габон).

## Хозяйственное значение и применение
Белые сегменты мякоти плодов мангостана съедобны в свежем виде, иногда они консервируются. Популярен и свежевыжатый сок мангостана.
Отвар листьев и коры употребляется при дизентерии, диарее и для снижения температуры. Однако нет никаких научных свидетельств в пользу каких-либо лечебных свойств мангостана.
Благодаря обилию ксантонов используется в производстве косметики.

## В культуре
Мангустан был известен русским классикам. Ср. у Гоголя в поэме «Ганц Кюхельгартен»: «И в воздухе тучи курений висят, // Плоды мангустана златые горят, // Лугов кандагарских сверкает ковёр, // И смело накинут небесный шатёр».

Утром рано стучится ко мне в каюту И. И. Бутаков и просовывает в полуотворенную дверь руку с каким-то темно-красным фруктом, видом и величиной похожим на небольшое яблоко. «Попробуйте», — говорит. Я разрезал плод: под красною мякотью скрывалась белая, кисло-сладкая сердцевина, состоящая из нескольких отделений с крупным зерном в каждом из них. Прохладительно, свежо, тонко и сладко, с легкой кислотой. Это мангустан.— Иван Гончаров. «Фрегат „Паллада“» (1858)

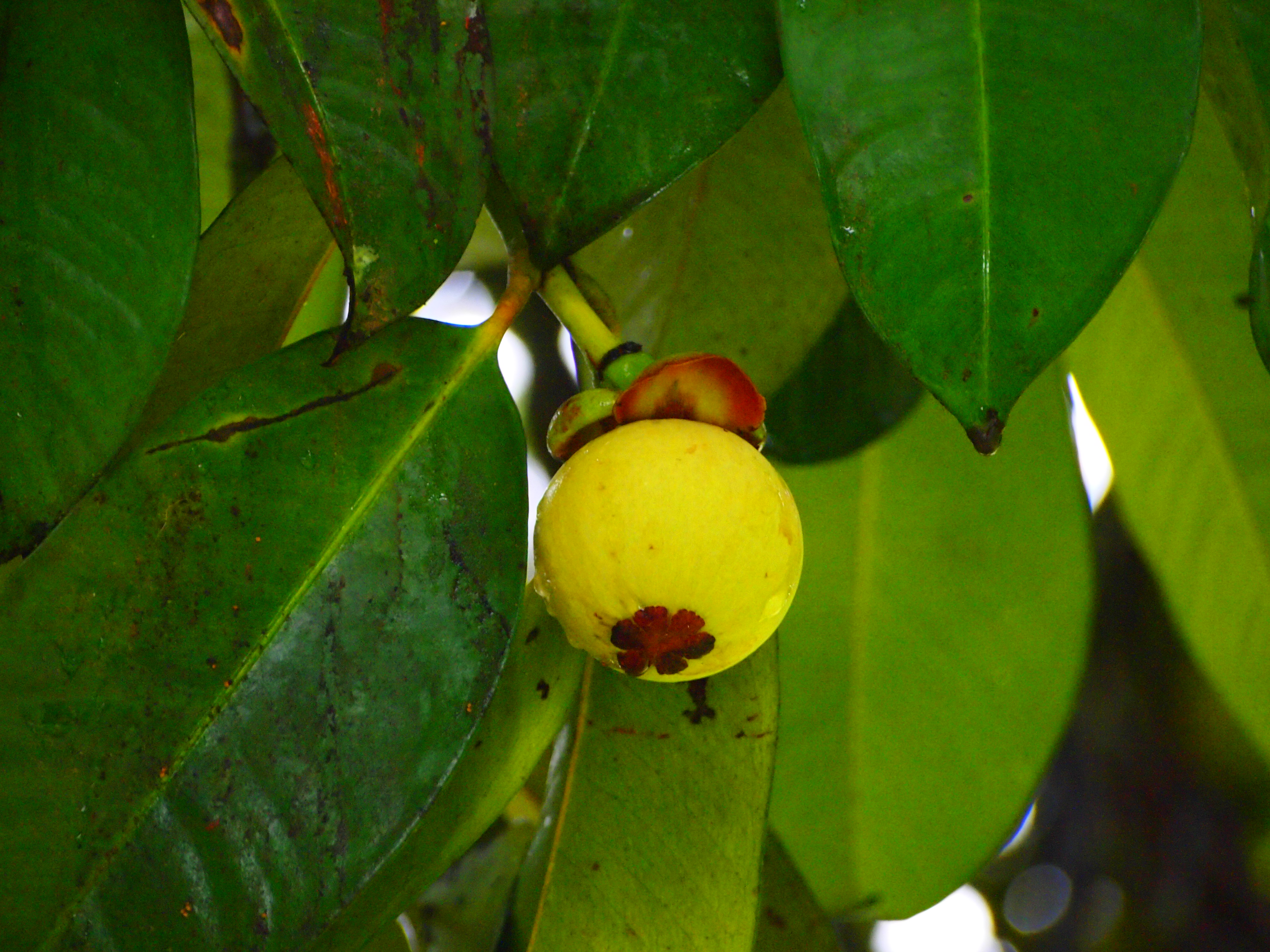
Незрелый плод

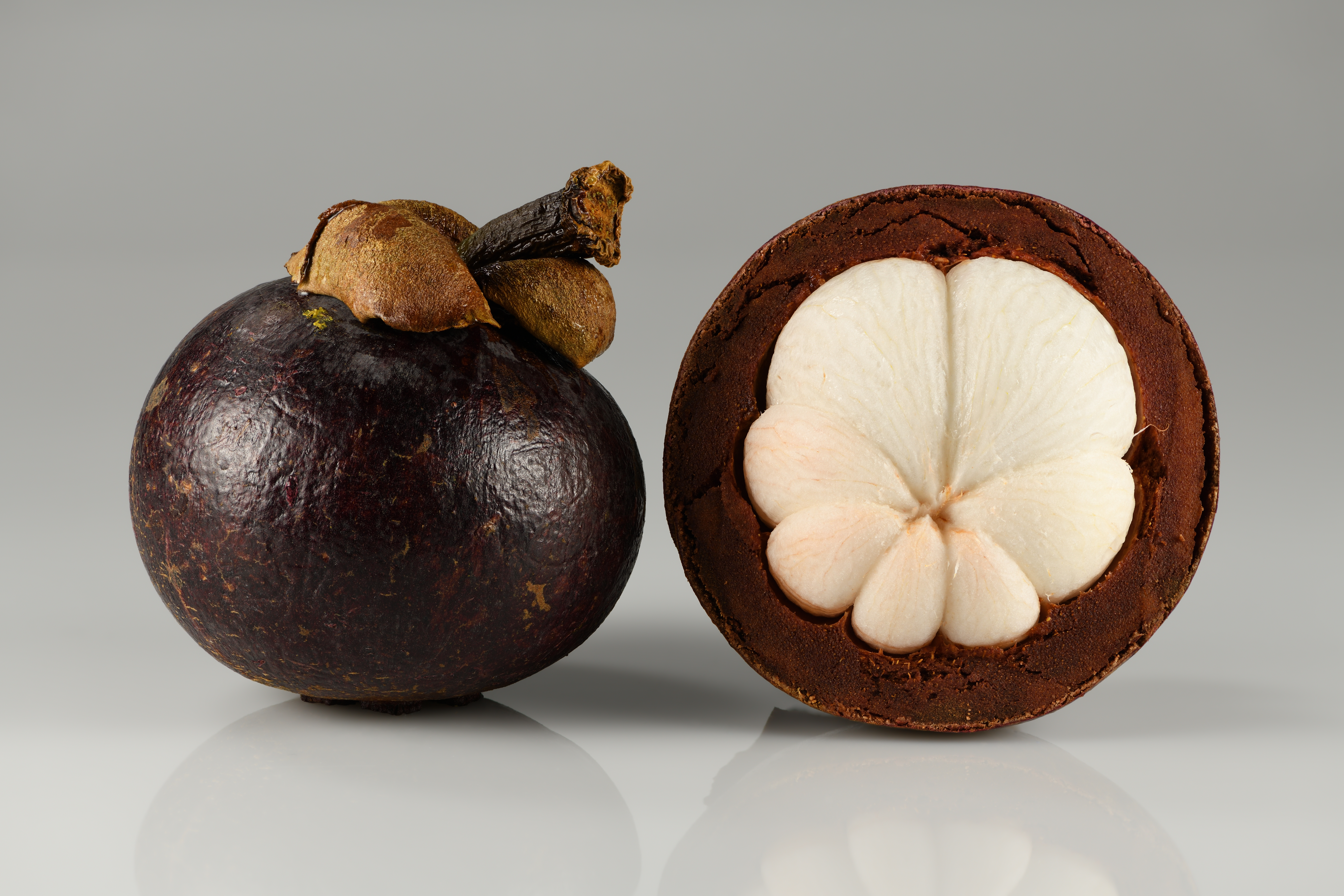
Плоды

Упоминается и в книге Кира Булычёва «Сто лет тому вперёд» и в снятом по нему фильме «Гостья из будущего» как основной ингредиент футуристического блюда: «Чтобы приготовить настоящий брамбулет, следует в течение пяти минут обжаривать обыкновенный мангустин на петеяровом масле».